# قائمة أعمال جيك جيلنهال

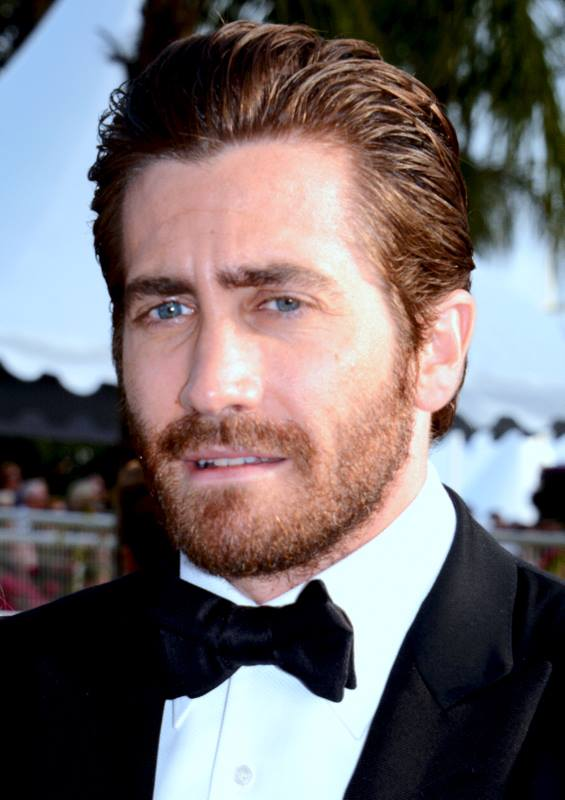
جيلينهال حاضر في مهرجان كان السينمائي 2015

جيك جيلنهال هو ممثل ومنتج سينمائي أمريكي ظهر في أكثر من 35 عملاً سينمائياً (بما في ذلك بعض الأعمال التي لم تُصدَر بعد)، وثلاثة برامج تلفزيونية وآخر تجاري، وأربعة أغاني مُصوَّرة. ظهر جيلنهال لأول مرة عام 1991 في فيلم كوميديا دراما معاطف المدينة بدور ثانوي. في عام 1993، ظهر في فيلم امرأة خطرة، وهو فيلم سينمائي مُقتَبس من إخراج والده ستيفن جيلينهال، وشاركته في كتابته والدته نعومي فونر، وهو فيلم مبني على رواية تحمل نفس الاسم لماري ماكغاري موريس. في العام التالي، جَّد دور ابن روبن ويليامز في حلقة من مسلسل تلفزيوني بوليسي باسم القتل: الحياة في الشارع؛ حيث كانت الحلقة من إخراج والده. في عام 1999، لعب دور البطولة في فيلم أكتوبر سكاي من إخراج جو جونستون؛ اُستقبل الفيلم بحرارة من لدن النُقَّاد، وأشاد مهندس ناسا هومر هيكام بجيلنهال.
في عام 2001، ظهر في الفيلم الكوميدي فتى الفقاعة، الذي شهد فشلاً ذريعاً ولُقِّب بقنبلة شباك التذاكر، لكنه تدارك هذا الفشل، حيث باتت له مكانة في «كوميديا الكالت». في وقت لاحق من نفس العام، قام بدور البطولة في فيلم دراما من إخراج ريتشارد كيلي بعنوان دوني داركو، إلى جانب شقيقته ماغي ودرو باريمور. إن تجسيده لشخصية دوني داركو، وهو مراهق «متجهم» و«مُصَاب بالفصام»، جعل منه بطلاً لأفلام الكالت التي تحظى بشعبية على مدى فترة طويلة من الزمن. على الرغم من أن الفيلم قد نال استحسان النُقَّاد، إلا أنه فشل تجاريًاً. وقد خاض جيلينهال تجربة تمثيل كبطل فيلم كوارث صدر عام 2004 بعنوان اليوم بعد الغد، والذي حقَّق نجاحاً تجاريًاً في شباك التذاكر على الرغم من تلقيه مُلاحظات مختلطة من قِبل النُقَّاد. في عام 2005، شارك في دور جاك تويست أمام هيث ليدجر في فيلم الدراما الرومانسية جبل بروكباك. حيث قام كِلا الممثلين بتجسيد رجلين يقعان في الحب أثناء رحلة رعي. نال الدوران الذي حصل عليهما كل من جيلينهال وليدجر ترحيباً حاراً وترشيحات لجائزة الأوسكار. في نفس العام، مثَّل دور البطولة في فيلمي الدراما جارهيد ودليل.
لعب جيلينهال دوراً في فيلم الغموض زودياك الذي صَدَر عام 2007 من كتابة كاتب الجريمة الحقيقية روبرت غرايسميث. يتناول الفيلم لمُخرِجه ديفيد فينشر قصة القاتل التسلسلي زودياك الذي سرق منطقة خليج سان فرانسيسكو خلال أواخر الستينيات وأوائل السبعينيات. في عام 2010، جَسَّد دور الأمير داستان في فيلم الفنتازيا أمير فارس: رمال الزمن؛ تلقى هذا الأخير آراءً مختلطة من النُقَّاد وعَرف نجاحاً على مستوى شبابيك التذاكر. في نفس العام، لعب جيلينهال دور البطولة إلى جانب آن هاثاواي في فيلم الكوميديا الرومانسية حب ومخدرات أخرى. قام أيضاً بتجسيد دور كولتر ستيفنز، قائد جيش الطيران الأمريكي، في فيلم خيال علمي وإثارة السفر عبر الزمن شيفرة مصدرية الذي جرى إصداره سنة 2011. في عام 2013، كان له دور البطولة في فيلم الدراما سجناء رفقة هيو جاكمان؛ وقد حظي الفيلم بنجاح نقدي وتجاري على حد سواء. في العام التالي، أدى دوري بطولة في فيلم عدو. ثم أنتج وأدى البطولة في فيلم المتسلل ليلا (2014). في عام 2019، لعب جيلينهال دور شخصية مارفل كومكس، ميستيريو في فيلم سبايدرمان: بعيدا عن الوطن، وهو ضمن عالم مارفل السينمائي.
| علامة الخنجرية | تُشير إلى الإنتاجات التي لم يتم إصدارُها بعد |

## الأفلام

### كممثل
| العنوان                               | السنة | الدور/الأدوار              | المُخرِج/المُخرِجون    | ملاحظات                | المرجع                    |
| ------------------------------------- | ----- | -------------------------- | ------------------ | ---------------------- | ------------------------- |
| معاطف المدينة                         | 1991  | دانييل روبنس               | رون أندروود        |                        | [ 18 ] [ 19 ]             |
| امرأة خطرة                            | 1993  | إدوارد                     | ستيفن جيلينهال     |                        | [ 20 ]                    |
| جوش وسام                              | 1993  | Leon Coleman               | بيلي ويبر          |                        | [ 21 ]                    |
| ابن البلد                             | 1998  | Jake / Blue Kahan          | Stephen Gyllenhaal |                        | [ 22 ] [ 23 ]             |
| أكتوبر سكاي                           | 1999  | هومر هيكام                 | جو جونستون         |                        | [ 22 ] [ 24 ]             |
| دوني داركو                            | 2001  | دوني داركو                 | ريتشارد كيلي       |                        | [ 5 ] [ 25 ]              |
| فتى الفقاعة                           | 2001  | جيمي ليفينجستون            | بلير هايز          |                        | [ 3 ] [ 9 ] [ 26 ] [ 27 ] |
| جميلة ومذهلة                          | 2001  | جوردن                      | نيكول هولوفسنر     |                        | [ 26 ] [ 28 ] [ 29 ]      |
| الفتاة الصالحة                        | 2002  | هولدن وارثر                | ميغيل أرتيتا       |                        | [ 30 ] [ 31 ]             |
| الطريق السريع                         | 2002  | Pilot Kelson               | جيمس كوكس          |                        | [ 9 ]                     |
| Moonlight Mile                        | 2002  | Joe Nast                   | براد سيلبرلنج      |                        | [ 32 ] [ 33 ]             |
| اليوم بعد الغد                        | 2004  | سام هال                    | رولان إيميريش      |                        | [ 7 ] [ 34 ]              |
| جيميني غليك في لالاوود                | 2004  | نفسه                       | فاديم جان          | دور الكاميو            | [ 35 ]                    |
| The Man Who Walked Between the Towers | 2005  | الراوي                     | Michael Sporn      | تمثيل صوتي فيلم وثائقي | [ 36 ]                    |
| جبل بروكباك                           | 2005  | Jack Twist                 | أنغ لي             |                        | [ 37 ] [ 38 ]             |
| دليل                                  | 2005  | هارولد دوبس                | جون مادن           |                        | [ 39 ] [ 40 ]             |
| جارهيد                                | 2005  | أنتوني سووفورد             | سام ميندز          |                        | [ 41 ] [ 42 ]             |
| زودياك                                | 2007  | روبرت غرايسميث             | ديفيد فينشر        |                        | [ 43 ] [ 44 ]             |
| ترحيل                                 | 2007  | دوجلاس فريمان              | جافن هود           |                        | [ 45 ] [ 46 ] [ 47 ]      |
| إخوة                                  | 2009  | Tommy Cahill               | جيم شيريدان        |                        | [ 48 ] [ 49 ]             |
| رمال الزمن                            | 2010  | داستان                     | مايك نيويل         |                        | [ 11 ] [ 50 ]             |
| حب ومخدرات أخرى                       | 2010  | جيمي راندال                | إدورد زويك         |                        | [ 51 ] [ 52 ]             |
| شيفرة مصدرية                          | 2011  | كولتر ستيفنز               | دنكان جونز         |                        | [ 12 ] [ 53 ]             |
| نهاية المناوبة                        | 2012  | بريان تيلور                | ديفيد آير          | المنتج التنفيذي أيضاً   | [ 54 ] [ 55 ]             |
| سجناء                                 | 2013  | المحقق لوكي                | دينيس فيلنوف       |                        | [ 13 ] [ 15 ]             |
| عدو                                   | 2013  | أدم بيل/أنطوني سانت كلير   | Denis Villeneuve   |                        | [ 16 ]                    |
| المتسلل ليلا                          | 2014  | ليو بلوم                   | دان غيلروي         | مُنتِج أيضاً              | [ 56 ] [ 57 ]             |
| حب بالصدفة                            | 2015  | Howard Birdwell            | ديفيد أو. راسل     |                        | [ 59 ]                    |
| الأعسر                                | 2015  | بيلي هوب                   | أنطوان فوكوا       |                        | [ 60 ]                    |
| ايفرست                                | 2015  | سكوت فيشر                  | بالتاسار كورماكور  |                        | [ 61 ] [ 62 ]             |
| ديموليشن                              | 2015  | ديفيس ميتشل                | جين-مارك فالي      |                        | [ 63 ] [ 64 ]             |
| حيوانات ليلية                         | 2016  | وني هاستينجز/إدوارد شيفيلد | توم فورد           |                        | [ 65 ] [ 66 ]             |
| حياة                                  | 2017  | Dr. David Jordan           | دانيال إسبينوزا    |                        | [ 67 ]                    |
| أوكجا                                 | 2017  | Dr. Johnny Wilcox          | بونغ جون هو        |                        | [ 68 ]                    |
| سترونجر                               | 2017  | جيف بومان                  | ديفيد غوردون غرين  | مُنتِج أيضاً              | [ 69 ]                    |
| Wildlife                              | 2018  | جيري برينسون               | بول دانو           | مُنتِج أيضاً              | [ 70 ]                    |
| الأشقاء سيسترز                        | 2018  | جون موريس                  | جاك أوديار         |                        | [ 71 ]                    |
| Velvet Buzzsaw                        | 2019  | مورف فانديوالت             | Dan Gilroy         |                        | [ 72 ]                    |
| سبايدرمان: بعيدا عن الوطن             | 2019  | ميستيريو                   | جون واتس           |                        | [ 73 ]                    |

### كمنتج فقط
| العنوان                        | السنة | المُخرج              | ملاحظات     | المرجع |
| ------------------------------ | ----- | ------------------- | ----------- | ------ |
| شيطان أبد الدهر                | 2020  | أنطونيو كامبوس      | لم يُعرض بعد | [ 74 ] |
| Good Joe Bell                  | TBA   | رينالدو ماركوس غرين | لم يعرض بعد | [ 75 ] |
| الأخبار العاجلة في مقاطعة يوبا | TBA   | تيت تايلور          | جاري إنتاجه | [ 76 ] |

## التلفزيون
| العنوان                             | السنة | الدور                  | المُخرِج         | ملاحظات                                      | المرجع |
| ----------------------------------- | ----- | ---------------------- | -------------- | -------------------------------------------- | ------ |
| Homicide: Life on the Street        | 1994  | Matthew "Matt" Ellison | ستيفن جيلينهال | Episode: "Bop Gun"                           | [ 77 ] |
| ساترداي نايت لايف                   | 2007  | نفسه (المضيف)          | Don Roy King   | Episode: "Jake Gyllenhaal/The Shins"         | [ 78 ] |
| رجل في مواجهة البرية                | 2011  | نفسه                   | مات براندون    | Episode: "Man vs. Wild with Jake Gyllenhaal" | [ 79 ] |
| داخل ايمي شومر                      | 2016  | نفسه                   | ريان ماكفول    | Episode: "Fame"                              | [ 80 ] |
| John Mulaney & the Sack Lunch Bunch | 2019  | Mr. Music              | Rhys Thomas    | Children's special                           | [ 81 ] |
| Lake Success                        | TBA   | Barry Cohen            |                |                                              | [ 82 ] |

## المسرح
| العنوان                            | السنة     | الدور   | المكان               | المرجع |
| ---------------------------------- | --------- | ------- | -------------------- | ------ |
| This is Our Youth                  | 2002      | Warren  | Garrick Theatre      | [ 83 ] |
| If There Is I Haven't Found It Yet | 2012      | Terry   | Laura Pels Theater   | [ 84 ] |
| Constellations                     | 2014–2015 | Roland  | مسرح فريدمان         | [ 85 ] |
| Little Shop of Horrors             | 2015      | Seymour | New York City Center | [ 86 ] |
| Sunday in the Park with George     | 2016      | George  | New York City Center | [ 87 ] |
| Sunday in the Park with George     | 2017      | George  | مسرح هادسون          | [ 87 ] |
| Sea Wall/A Life                    | 2019      | Abe     | The Public Theater   | [ 88 ] |
| Sea Wall/A Life                    | 2019      | Abe     | مسرح هادسون          |        |
| Sunday in the Park with George     | 2020      | George  | مسرح سافوي           |        |

## أغاني مُصورة
| العنوان                | السنة | المؤدي/المؤدون | المُخرِج/المُخرِجون | الدور         | الألبوم                | المرجع        |
| ---------------------- | ----- | -------------- | --------------- | ------------- | ---------------------- | ------------- |
| "Blame It"             | 2009  | جيمي فوكس      | Hype Williams   | Clubber       | Intuition              | [ 89 ]        |
| "Giving Up the Gun"    | 2010  | فامباير ويكند  | The Malloys     | Tennis player | Contra                 | [ 90 ] [ 91 ] |
| "Time to Dance"        | 2012  | The Shoes      | Daniel Wolfe    | جايسون فورهيز | Time to Dance – EP     | [ 92 ] [ 93 ] |
| "Part II (On the Run)" | 2014  | جي-زي وبيونسيه | ميلينا ماتسوكاس | Himself       | Magna Carta Holy Grail | [ 94 ]        |

## وصلات خارجية
- قائمة أعمال جيك جيلنهال في قاعدة بيانات الأفلام على الإنترنت
- جيك جيلنهال على روتن توميتوز
- جيك جيلنهال على أول موفي
- قائمة أعمال جيك جيلنهال في قاعدة بيانات الأفلام العربية